# Malrevers
Malrevers är en kommun i departementet Haute-Loire i regionen Auvergne-Rhône-Alpes i centrala Frankrike. Kommunen ligger i kantonen Le Puy-en-Velay-Nord som tillhör arrondissementet Le Puy-en-Velay. År 2022 hade Malrevers 756 invånare.

## Befolkningsutveckling
Antalet invånare i kommunen Malrevers
| Referens: INSEE |